# Sepp Zeilbauer
Sepp Zeilbauer, wł. Josef Zeilbauer (ur. 24 września 1952 w Mürzzuschlag) – austriacki lekkoatleta, wieloboista, trzykrotny mistrz uniwersjady i trzykrotny olimpijczyk.

## Kariera sportowa
Zajął 4. miejsce w dziesięcioboju na mistrzostwach Europy juniorów w 1970 w Paryżu. Startując w rywalizacji seniorów zajął 5. miejsce na mistrzostwach Europy w 1971 w Helsinkach, 9. miejsce na igrzyskach olimpijskich w 1972 w Monachium oraz 7. miejsce na mistrzostwach Europy w 1974 w Rzymie.
Zwyciężył w dziesięcioboju na uniwersjadzie w 1975 w Rzymie. Nie ukończył dziesięcioboju na igrzyskach olimpijskich w 1976 w Montrealu (nie zaliczył żadnej wysokości w skoku o tyczce. Ponownie zdobył złoty medal w tej konkurencji na uniwersjadzie w 1977 w Sofii. Na mistrzostwach Europy w 1978 w Pradze zajął 4. miejsce. Po raz trzeci zwyciężył uniwersjadzie w 1979 w Meksyku. Na igrzyskach olimpijskich w 1980 w Moskwie zajął w dziesięcioboju 5. miejsce.
Zeilbauer był mistrzem Austrii w dziesięcioboju w 1973, 1974, 1976, 1978 i 1981, w pięcioboju w 1971, w biegu na 110 metrów przez płotki w 1974, 1978 i 1979 oraz w skoku o tyczce w 1975 i 1976. Był również wicemistrzem w skoku w dal w 1973.
Siedmiokrotnie poprawiał rekord Austrii w dziesięcioboju do wyniku 8199 punktów (według ówczesnej punktacji) uzyskanego 11 września 1979 w Meksyku. Był również rekordzistą swego kraju w skoku wzwyż (2,04 m, 11 sierpnia 1971, Helsinki) i w skoku w dal (7,55 m, 11 sierpnia 1973, Innsbruck). Najlepszy wynik Zeilbauera w dziesięcioboju został osiągnięty, gdy czasy biegów mierzono do 0,1 s. Wyniósł on według ówczesnej punktacji 8310 punktów (a według obecnej 8219 punktów), został osiągnięty 16 maja 1976 w Götzis.